# La Javie
La Javie (AFI: [la ʒavi]; La Jàvia in occitano) è un comune francese di 375 abitanti situato nel dipartimento delle Alpi dell'Alta Provenza della regione della Provenza-Alpi-Costa Azzurra.

## Geografia fisica

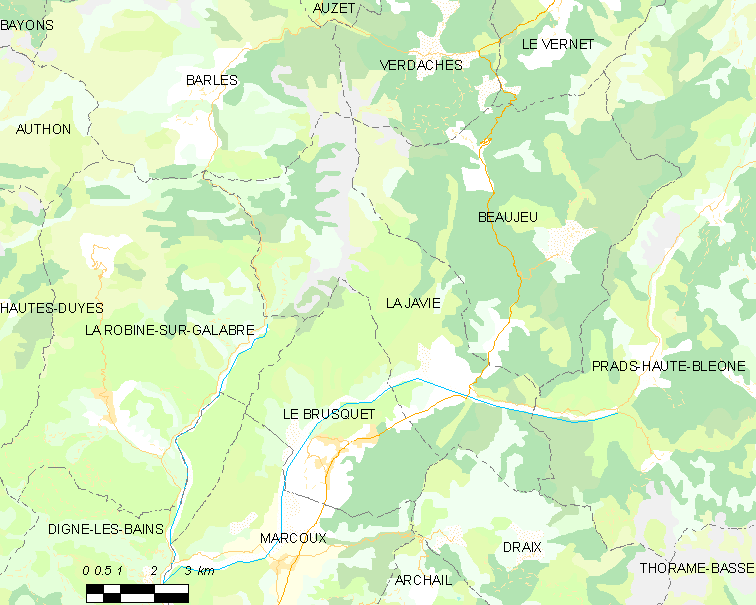
I confini del territorio comunale di La Javie e quelli dei comuni limitrofi

Si trova lungo il corso dei fiumi Bléone e Arigeol, alle pendici del passo Labouret, ad un'altitudine di 800 m s.l.m.. Il comune possiede 1127 ha di boschi e foreste, corrispondenti al 30% della sua superficie.

## Origini del nome

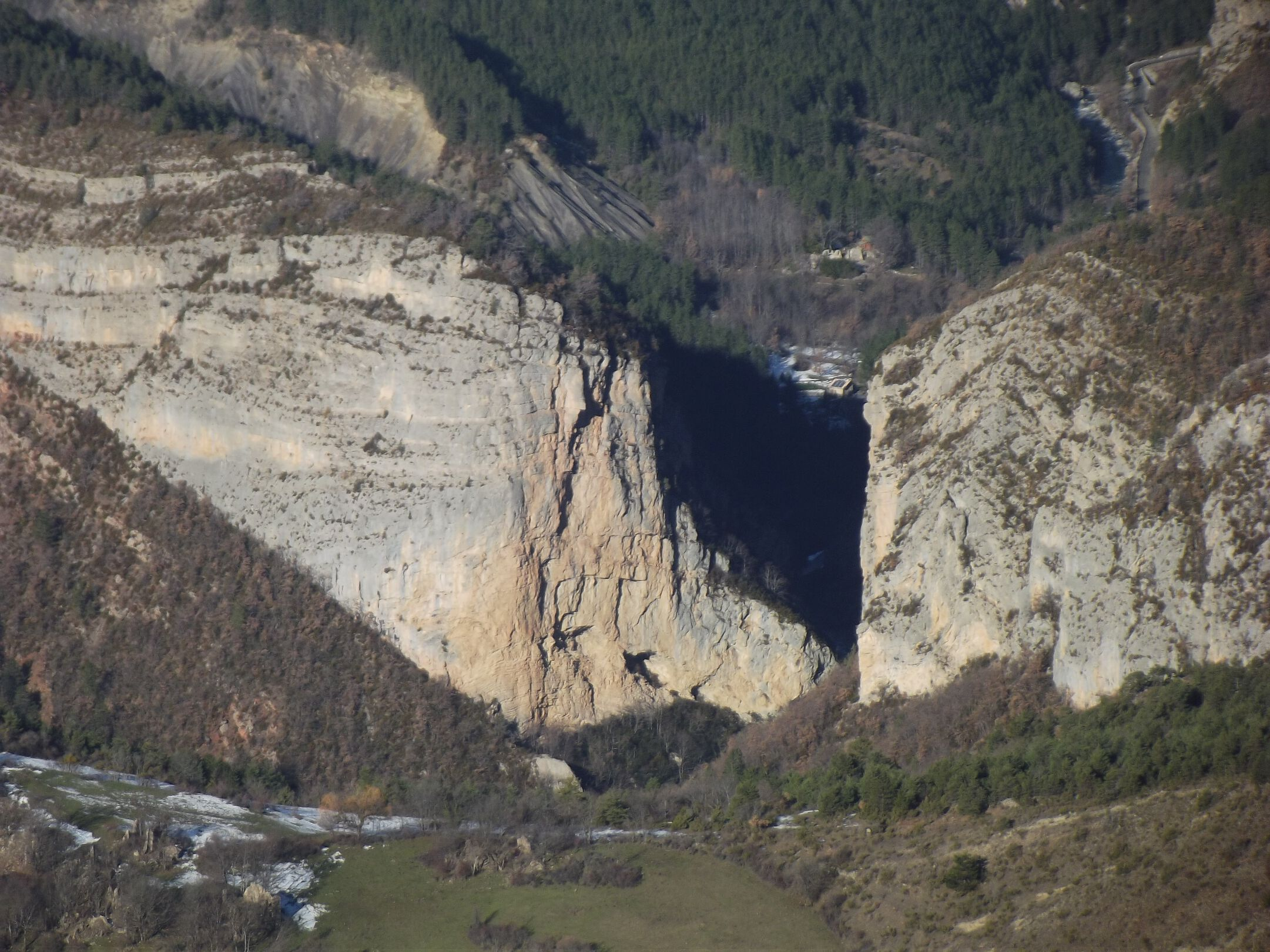
Clue du Pérouré, uno dei vari rilievi montuosi situati nel territorio comunale di La Javie

Il comune viene menzionato per la prima volta nei documenti del 1049 sotto il toponimo di "Gaveda", denominazione derivata dall'idronimo "Gava", termine che fa riferimento ad un torrente di montagna, secondo il linguista Charles Rostaing. Non è dello stesso parere il collega Ernest Nègre, che lo vuole derivato dal termine "javio", ossia "ciotola" o "bevitore", comuni recipienti per l'acqua. Nel caso in cui l'ipotesi del Rostaing fosse corretta, è probabile che il nome del luogo sia più antico dei Galli.
La frazione di Chaudol è menzionata a partire dal 780 come "Villa Caladius". Secondo l'Atlante storico della Provenza, il nome del luogo è probabilmente più antico dei Galli, così come quello della frazione di Esclangon. Secondo i linguisti Bénédicte e Jean-Jacques Fénié, entrambi i toponimi si formano a partire dalla radice oronimica preceltica "cal-", che fa riferimento ad una montagna o ad un'altura situate nelle immediate vicinanze.

## Storia

### Antichità
Nell'antichità i Bodiontici, un ceppo dei Galli, popolavano la valle del Bléone, cui sorge il comune di La Javie. Questi furono sconfitti prima del 14 a.C. dall'imperatore Augusto insieme agli altri popoli riportati sul Trofeo delle Alpi ed il territorio entrò a far parte delle Alpi marittime. Tombe gallo-romane sono state rinvenute nella frazione di Chaudol. A quel tempo La Javie era forse il principale centro gallico della zona.

### Medioevo
Nell'Alto Medioevo era possesso dell'Abbazia di San Vittore di Marsiglia. Il territorio, riportato nei documenti come "Ager Caladius", comprendeva aggregati di agricoltori e ovili, soggetti ad una legge comune e dipendenti dallo stesso signore; tale possedimento fu usurpato sul finire dell'VIII secolo e recuperato dall'abbazia nel 780.

Stemma della famiglia Caldora, che trasse la propria origine e denominazione dalla frazione di Chaudol, da essa posseduta

La Javie fu menzionato per la prima volta nei documenti del 1049 sotto il toponimo di "Gaveda". Nell'XI secolo l'Ager Caladius non è più sotto il controllo dei monaci di San Vittore e gli agricoltori strinsero alleanze coi popoli vicini. Nel 1055, quando l'abbazia tentò di riprenderne il controllo, gli abitanti si difesero e frustarono i monaci che si presentarono per esigere il censimento. Grazie ad una sentenza giuridica l'abbazia ottenne il riconoscimento dei suoi precedenti titoli e riuscì a recuperare almeno la decima e le terre. Il feudo fu poi diviso tra diverse famiglie nobili, tra cui la famiglia Caldora, che trasse la propria origine e denominazione dalla frazione di Chaudol, da essa posseduta. La frazione di Chaudol, che fu soggetta a ben 13 incendi nel 1315, fu fortemente spopolata dalla crisi del XIV secolo (peste nera e guerra dei cent'anni) ed annessa a quella di La Javie nel XV secolo. Anche la frazione di Esclangon fu fortemente colpita: registrò da 10 incendi nel 1315 a 5 nel 1471. La comunità passò poi sotto l'autorità del balivo di Digne-les-Bains: Louis Riqui è signore di Esclangon nel 1339.

### Rivoluzione francese
Nonostante le ridotte dimensioni del villaggio, durante la Rivoluzione francese ad Esclangon, che contava circa 70 abitanti nel 1790, venne creata una società patriottica. Un'altra società patriottica fu creata a La Javie verso la fine del 1792.

### Ottocento
Il colpo di Stato in Francia del 1851 commesso da Carlo Luigi Napoleone Bonaparte contro la Seconda Repubblica provocò una rivolta armata nelle Basses-Alpes a difesa della Costituzione. Dopo l'insurrezione fallita una grave repressione cadde su coloro che si alzarono per difendere la Repubblica, incluso un residente di La Javie.

### Novecento
Alla fine della seconda guerra mondiale, il 16 agosto 1944, tre giorni prima della Liberazione di Parigi, il villaggio di La Javie fu bombardato dagli Alleati che cercarono di distruggere i ponti per ritardare la ritirata dei Tedeschi; la scuola è uno degli edifici distrutti: l'insegnante rimane ucciso. Anche un altro residente fu vittima del bombardamento.
Nel 1951 il senatore Émile Aubert creò il primo alloggio rurale nella frazione di Chaudol.

### Simboli
Stemma: «Di rosso a un castello d'argento, muratura di sabbia, sormontato da un sole d'oro.»

## Monumenti e luoghi d'interesse

### Architetture religiose

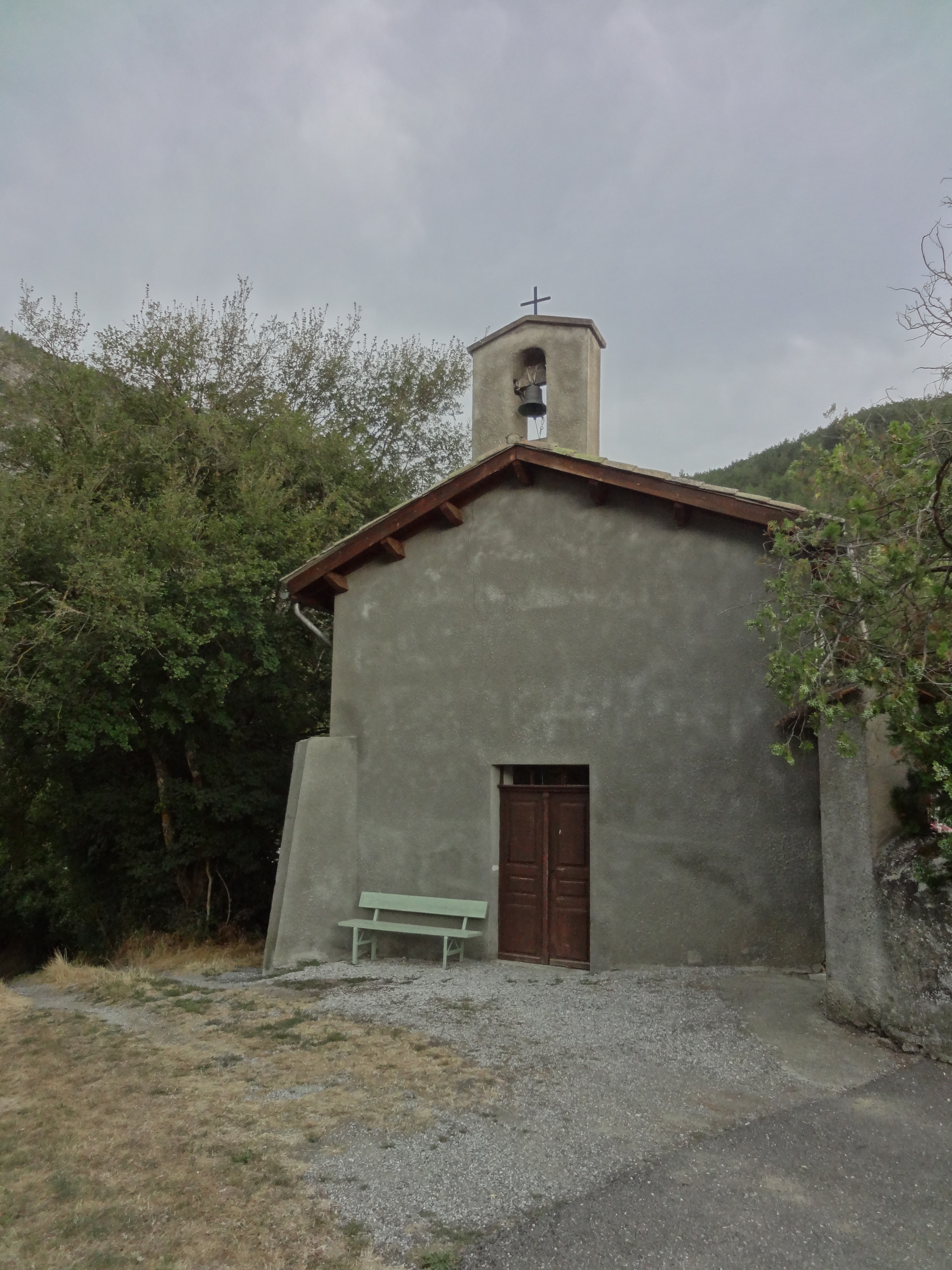
La Chiesa di Santa Colomba, situata nella frazione di Chaudol

- Chiesa madre di San Giambattista: ricostruita nel 1822 a La Javie e in gran parte rilevata nel 1896, ha navata formata da tre campate nella culla ribassata, tranne la baia del coro, in una culla. Il campanile fu aggiunto nel 1828. I contrafforti risalgono al 1896. La facciata, intonacata nel 1896, fu nuovamente restaurata nel 1926[22]. Contiene una crocifissione in cui è presente santa Caterina, dipinta nel XVII secolo;
- Chiesa di Santa Colomba: intitolata a santa Colomba, è di piccole dimensioni e situata nella frazione di Chaudol[9];
- Chiesa di Notre-Dame: posta in collina, si trova sulla riva sinistra del fiume Arigeol, di fronte al comune di La Javie[9].

### Architetture militari
- Resti di un castello fortificato a La Javie[2];
- Resti di un antico villaggio e di un castello fortificato ad Esclangon[9].

## Società

### Evoluzione demografica
Abitanti censiti

## Cultura

### Musei
- Ecomuseo: è situato nel vecchio villaggio e contiene collezioni di oggetti, fotografie e documenti sulla storia del paese a partire dal XIX secolo.